# Квартала
«Квартала́» — крупная организованная преступная группировка (ОПГ), действовавшая с начала 1990-х по 2005 год в Татарстане и в Москве.

## История создания группировки
«Квартала» является по-своему уникальной группировкой. Она была образована в начале 1983 года путём слияния ряда казанских молодёжных банд, в том числе «27-й квартал», «38-й квартал», «39-й квартал» (всего около 8 банд). Другая группировка Казани Тяп Ляп создала филиал в Ново-Савиновском районе. У группировки не было определённого лидера, все вопросы решались главарями таких банд на так называемых «сходняках». По своеобразному договору эти банды не воевали друг с другом, не предъявляли друг другу претензий, помогали друг другу в разборках с другими ОПГ Казани, держали совместный «общак», часть которого шла на финансовую помощь осуждённым членам группировки и членам их семей и на языке «кварталовских» называлась «грев». По сути, «Квартала» представляли собой криминальный союз, основой которого стала криминальная дипломатия.
Своей территорией группировка считала родной для большинства её членов Ново-Савиновский район Казани. Также свои «филиалы» «Квартала» создала в Елабуге и Набережных Челнах. Официальным её штабом стал бильярдный клуб «Торнадо». Именно в нём проходили все встречи старших бригадиров.
Группировка охотно принимала в свои ряды новые поколения бандитов, проживавших на территории подконтрольного ей района. Некоторые из них проходили все ступени в её иерархии и становились одними из лидеров. Из показаний одного из бывших участников группировки следует, что её структура представляла собой четыре так называемых «возраста»: «скорлупа», «супера», «молодёжь» и «старшие». Основными лидерами ОПГ «Квартала» являлись лидеры наиболее мощных банд — Фарид Галиуллин, Сергей Калинин и Владимир Малков. Некоторые обвиняемые, проходившие по делу ОПГ, называли главным лидером преступного сообщества Автандила Янакова, который в 2004 году эмигрировал в Грецию и на данный момент находится в международном розыске. Власти Греции неоднократно осуществляли его задержание, но затем отпускали, вопрос его экстрадиции так и остался открытым, в связи с тем, что Янаков получил греческое гражданство.

## 1990-е годы
В 1990-е годы «Квартала» занималась традиционным для того времени рэкетом. Отказывавшихся платить ждала неминуемая расправа. Лишь начиная с 1997 года группировка стала заниматься «более серьёзными делами». После того как с криминальной арены исчезли «Хади Такташ» и «Жилка», «Квартала» стала главной преступной группировкой города.

## 2000-е годы
По некоторым данным, группировка обложила данью  бизнес Казани. Под контролем бандитов оказались ряд крупных городских рынков, магазинов, автостоянок. Также группировка практиковала убийство владельцев дорогих иномарок с целью угона последних, торговлю наркотиками, разбои, грабежи, заказные убийства. Так, в течение всего одной недели члены группировки совершили 6 убийств владельцев автомобилей и их угон. Неоднократно выполнялись и заказные убийства: например, в начале 2000-х годов членами группировки был убит московский предприниматель, которого «заказал» его собственный компаньон. В качестве оплаты в собственность лидеров группировки перешёл дом во Владимирской области, который был оборудован как перевалочная база.
Однако именно система коллективного управления группировкой впоследствии привела к её концу. Так, в 2004 году лидеры банды «39-й квартал» братья Агафоновы решили стать единоличными хозяевами в группировке и начали предъявлять претензии на лидерство. В сентябре 2004 года на них было совершено покушение, в результате которого один из братьев был убит, второй — тяжело ранен. Однако вскоре был арестован киллер, совершивший данное покушение. С его показаний в июне 2005 года были арестованы 26 лидеров банд, то есть практически весь костяк «Квартала».

## Следствие и суд
Следствие по делу «Квартала» продолжалось три года. За это время для последующей передачи в суд были подготовлены материалы по 70 преступлениям группировки. В 2007 году группировке было предъявлено официальное обвинение в совершении ряда преступлений, таких как создание и руководство преступным сообществом, бандитизм, незаконное хранение оружия, боеприпасов, взрывчатых веществ и взрывных устройств, убийства, умышленное причинение тяжкого вреда здоровью, опасного для жизни человека, повлекшее по неосторожности смерть потерпевшего, кражи, мошенничество, грабёж, разбой, вымогательство. Всего на «счету» группировки 17 убийств.
Объём уголовного дела по расследованию преступлений ОПГ «Квартала» составил 113 томов. 16 сентября 2008 года был провозглашён приговор, согласно которому Галиуллин, Малков и Калинин были приговорены к пожизненному заключению, а их сообщники — от 3 лет 10 месяцев до 24 лет лишения свободы в колониях общего и строгого режима.
В ноябре 2010 года Верховный Суд РФ смягчил наказание Фариду Галиуллину и назначил ему 23 года лишения свободы. Срок отбывания наказания исчисляется с 2005 года.